# Silnice II/425
Silnice II/425 je česká silnice II. třídy v Jihomoravském kraji, která propojuje okres Brno-venkov, okres Břeclav a státní hranici se Slovenskem jako doprovodná komunikace k dálnici D2. Je dlouhá 57 km.
Jde o část někdejší státní silnice č. 2 Jihlava – Brno – Bratislava; mezi Starovičkami a Břeclaví je vedena mimo obce. V některých místech vede silnice podél D2 ve vzdálenosti pouhých několika desítek metrů.
Původně byla pod číslem 425 značena trasa Čejkovice – Mutěnice – Dubňany – Ratíškovice, posléze degradovaná na silnici III. třídy. Pozůstatkem je číslování těchto úseků odvozené od 425 (III/4259, III/4254, III/4257), zatímco silnice III. třídy vycházející z dnešní II/425 mají čísla začínající na 002-.

## Vedení silnice

#### Okres Brno-venkov
- nájezd na D52
  - návaznost na směr Brno
- odbočka III/42510 (doprovodná komunikace k D52, bývalá I/52)
- Rajhrad (křížení s III/41617)
- Holasice
- Vojkovice (odb. III/15266, III/41618)
- Židlochovice (křížení a peáž s II/416)
- Nosislav

#### Okres Břeclav
- Velké Němčice (křížení s II/381)
- odbočka na Starovice (III/00220)
- Hustopeče
  - kruhový objezd s odbočkou na D2
  - křížení a krátká peáž s II/420
- odbočka (kruh. objezd) na Horní Bojanovice (III/4217)
- památník tankové bitvy u Staroviček 16. 4. 1945
- Starovičky (odb. III/4203)
- odbočka II/421 směr Zaječí
- 1 km peáž s II/421
- odbočka II/421 směr Velké Pavlovice
- kruh. objezd na křížení s III/42115 u Rakvic
- odbočka na Podivín a Rakvice (III/42227)
- MÚK s II/422 u Podivína (poblíž nájezdu na D2)
- odbočka na Ladnou (III/00221)
- křížení s I/55 u nájezdu na D2 (exit 48) u Břeclavi
- Břeclav
  - peáž s I/55
  - kruhový objezd na křížení s III/00221
  - 2x odbočení III/00223 do Staré Břeclavi
  - ulice Lidická (a případně Národních Hrdinů)
  - konec peáže I/55
  - trasa pro tranzit: ulice Sovadinova, Na Zahradách, Stromořadní
  - trasa značená v mapách: ulice 17. listopadu, Jana Palacha
  - ulice Břetislavova, Bratislavská
- odbočka na Kostice (III/4245)
- Lanžhot, křížení s II/424
- hraniční přechod Lanžhot - Kúty
  - jako č. 425 pokračuje na Slovensku do Kút, kde na ni navazuje silnice č. 2

## Dopravní omezení na trase

### Podjezd v Břeclavi
Problematickým bodem na silnici II/425 je nízký podjezd pod železniční tratí v Břeclavi mezi ulicemi Břetislavova a Bratislavská (o výšce 3,76 m, dopravním značením zakázán vjezd vozidel vyšších než 3,4 m), který neumožňuje průjezd vyšších nákladních vozidel k průmyslové zóně na jihovýchodě města. Toto místo nelze v rámci města nikudy objet a kamiony tak musí použít dlouhou a složitou objížďku po silnicích III/4243, II/424 a III/4245, která vede přes frekventovaný železniční přejezd v osadě Hrušky-U Nádraží a skrz obce Tvrdonice a Kostice. Na objížďku je potřeba už z dálnice sjet směrem na Hodonín místo na Břeclav; řidiči mají ještě možnost se otočit do správného směru na kruhovém objezdu na vjezdu do města.
Tato potíž bude vyřešena teprve vybudováním obchvatu Břeclavi (pro silnici I/55), který přímo propojí dálniční nájezd Břeclav se silnicí II/425 mezi Břeclaví a Lanžhotem.

### Uzavírka mostu na státní hranici
Pro havarijní stav byl dne 27. ledna 2025 pro veškerou dopravu uzavřen Most Československého bratrstva, který převádí silnici II/425 přes hraniční řeku Moravu. Začátek oprav je plánován na konec roku 2026, uzávěra tedy potrvá řadu let. Úsek z Lanžhota je od tohoto dne slepě zakončen v osadě Přívoz u řeky Moravy. Oficiální objížďka byla nejprve stanovena přes hraniční přechod Hodonín/Holíč (silnice I/51), kde je nejbližší silniční most přes Moravu. Trasa Lanžhot – Kúty se tak z původních asi 8 km prodloužila na téměř 50 km. O pár km kratší je alternativní objížďka celého Soutoku přes Břeclav a Rakousko.
7. března 2025 bylo ohlášeno, že se po dobu trvání uzávěry mimořádně ruší zpoplatnění dálnice D2 v přeshraničním úseku Břeclav–Kúty a oficiální objížďka bude vyznačena tudy. Toto spojení je asi o 17 km kratší a podstatně rychlejší než trasa přes Hodonín, není ovšem použitelné pro pěší, cyklisty apod. Ti na druhou stranu mohou na rozdíl od motorových vozidel využít lávku Velké Moravy mezi Mikulčicemi a Kopčany.

## Vodstvo na trase
Na okraji Vojkovic překonává silnice řeku Svratku a v Židlochovicích pak Litavu, krátce před jejich soutokem. Po levém břehu Svratky pak vede až do Velkých Němčic. V Hustopečích vede přes Štinkovku a níže pak přes Pradlenku. Mezi Rakvicemi a Podivínem překonává Trkmanku. V Břeclavi vede 2× přes Dyji, tranzitní trasa zůstává na levém břehu. Před odbočkou na Kostice vede přes Svodnici a pod Lanžhotem přes Kyjovku. Pak překonává lužní potok Kopanici a konečně na státní hranici hraniční řeku Moravu.